# Ganoderma applanatum
Ganoderma applanatum (Christian Hendrik Persoon, 1801 ex Narcisse Théophile Patouillard, 1887), numit în popor băcălie de fag sau babiță, este o ciupercă necomestibilă saprofită,  mai rar parazitară din încrengătura Basidiomycota în familia Ganodermataceae și de genul Ganoderma. Ea se dezvoltă în România, Basarabia și Bucovina de Nord pe trunchiuri aflați în putrefacție respectiv copaci vii prin păduri de foioase, parcuri și grădini mai ales pe fagi, dar de asemenea și pe arțari, castani sălbatici sau paltini de munte (extrem de rar și pe rășinoase). Specia este ca parazit o dăunătoare de lemn, producând o distrugere frapantă și pricinuind pagube. Buretele se poate găsi foarte des și peste tot anul.

## Taxonomie

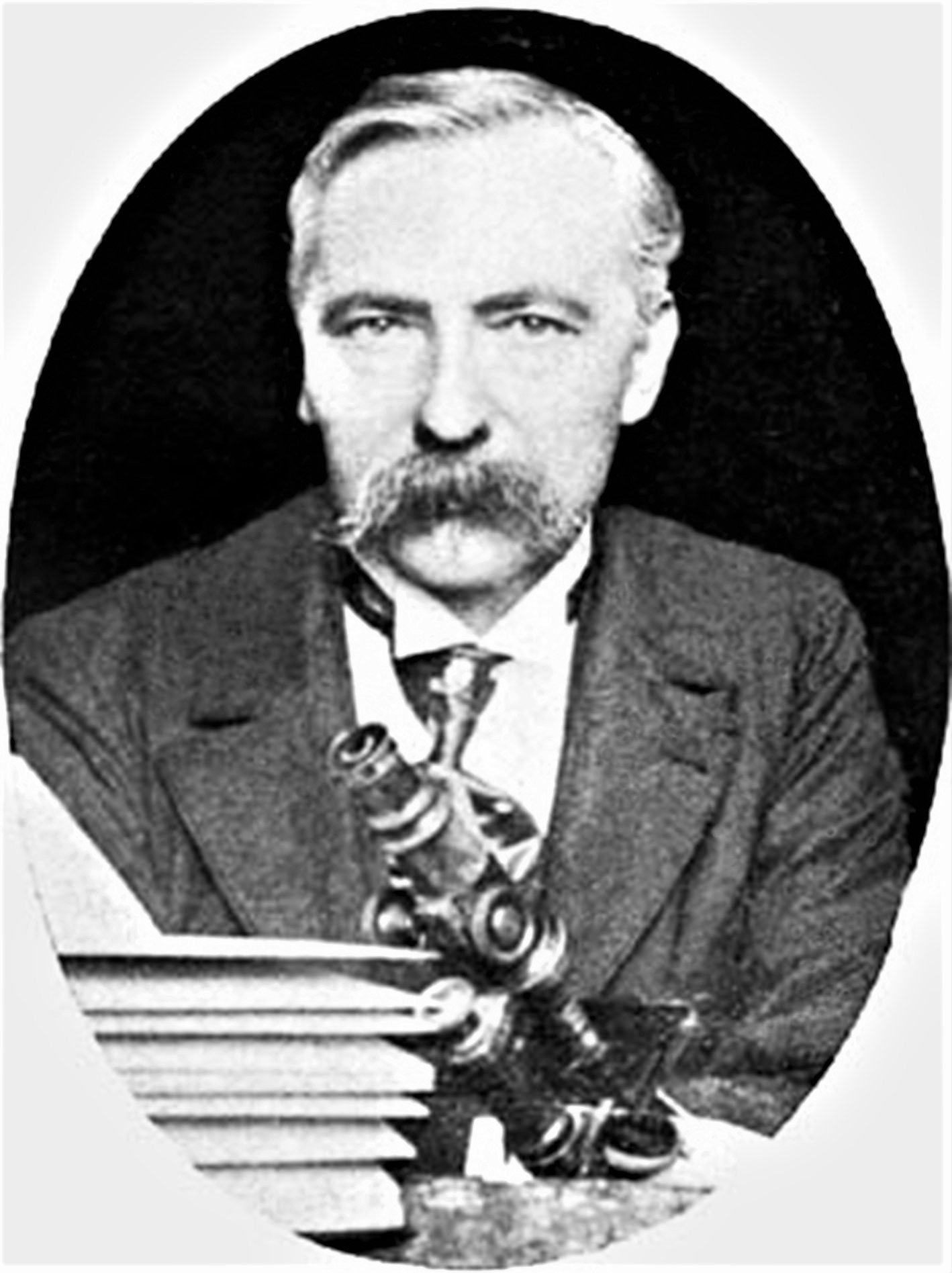
Narcisse Patouillard

Numele binomial hotărât este Boletus applanatus, determinat de renumitul micolog suedez Christian Hendrik Persoon în volumul 2 al operei sale Observationes mycologicae din 1800.
Apoi, în 1889, botanistul francez Narcisse Théophile Patouillard a tarsanferat specia la genul Ganoderma sub păstrarea epitetului, de verificat în volumul 5 al jurnalului micologic Bulletin de la Société Mycologique de France, fiind și numele curent valabil (2024). 
Sinonime obligatorii sunt: Polyporus applanatus (Pers.) Wallr. (1833), Fomes applanatus (Pers.) Gillet (1878), Placodes applanatus (Pers.) Quél. (1886) și Elfvingia applanata (Pers.) P.Karst. (1889).
Epitetul specific este derivat din cuvântul latin (latină planus=întins, plan), datorită aspectului.

## Descriere

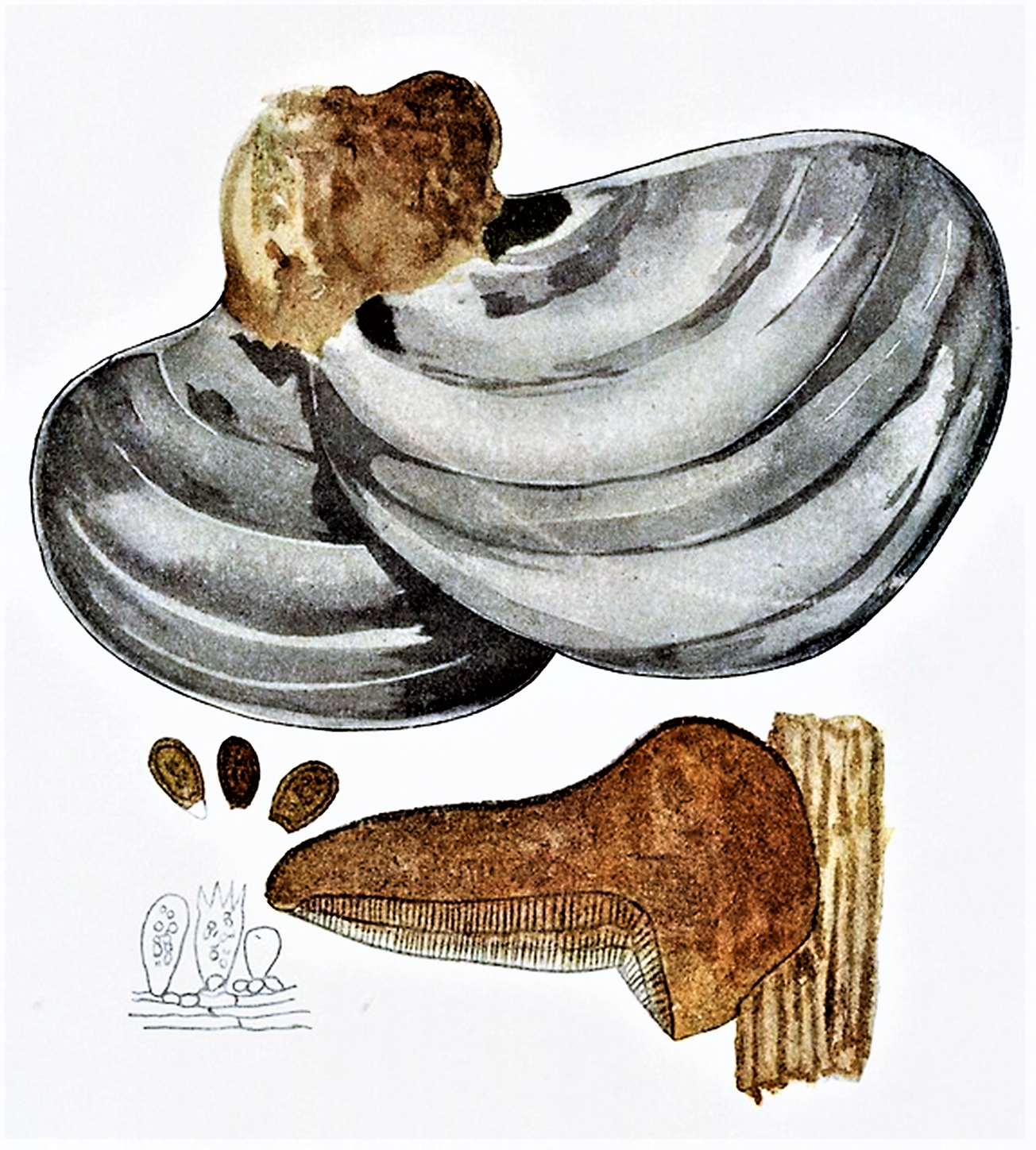
Bres.: G. applanatum

- Corpul fructifer: are o dimensiune de 10-60 cm, este de înălțime inferioară (în stadiu vremelnic bombat), în formă de evantai sau consolă, brăzdat sau neregulat, rar regulat precum ușor zonat, acoperit de un strat uniform, fragil, de culoare brună ca de scorțișoară, mort adesea gri-albăsttrui. Trama fibroasă este brun-roșcată străbătută de dungi albe. Marginea mată este albicioasă atât timp cât ciuperca crește (peste mai mulți ani).
- Tuburile și porii: sporiferele sunt brun-ruginii, scurte (0,5-2 cm), la bătrânețe laminate și de asemenea cu dungi albe. Porii pe partea inferioară sunt foarte mici (4-6 per mm), rotunzi, de culoare albă până crem, câteodată ușor rozalii.
- Piciorul: Tija lipsește la această specie.
- Carnea: este deosebit de scorțoasă, la început ca de plută și câlțoasă ca apoi să devină lemnoasă. Ciuperca are în tinerețe un miros de ciuperci și ușor amărui, devenind la maturitate inodoră. Gustul este moderat dulce.[5][6] Deseori se pot observa gale pe fața inferioară a băcăliei de fag, cauzate înțepăturii muștei de ciuperci Aganthomyia wankowiczi (pentru a depune ouăle ei). Ele apar doar pe acest burete și sunt, prin urmare, o caracteristică suplimentară bună pentru identificarea speciei.
- Caracteristici microscopice: are spori ovoidali, netezi, tociți și brun-roșcați, având o mărime de 6,5-9 x 5-7 microni.  [14]
- Reacții chimice: nu sunt cunoscute.

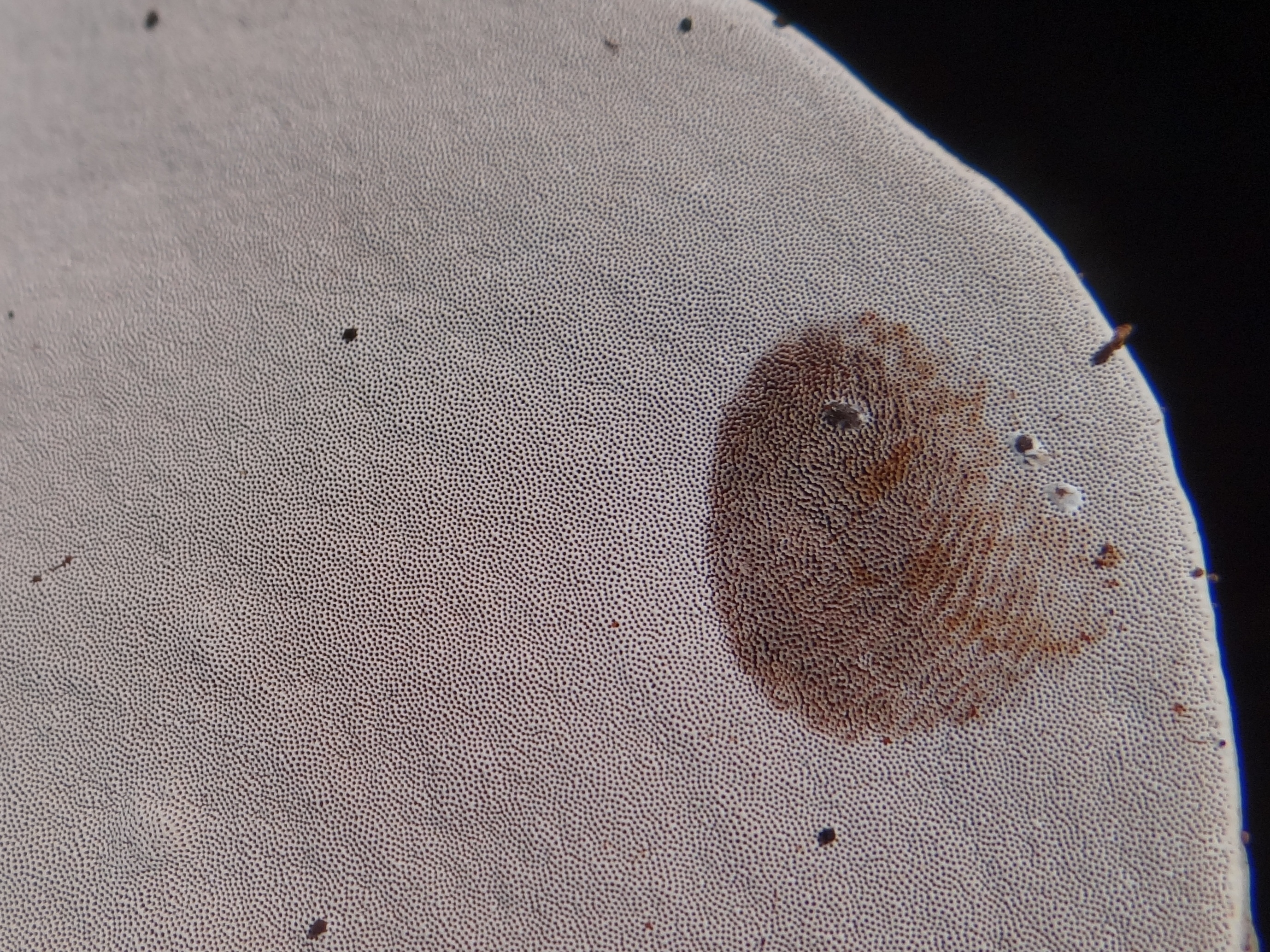
G. applanatum, pori
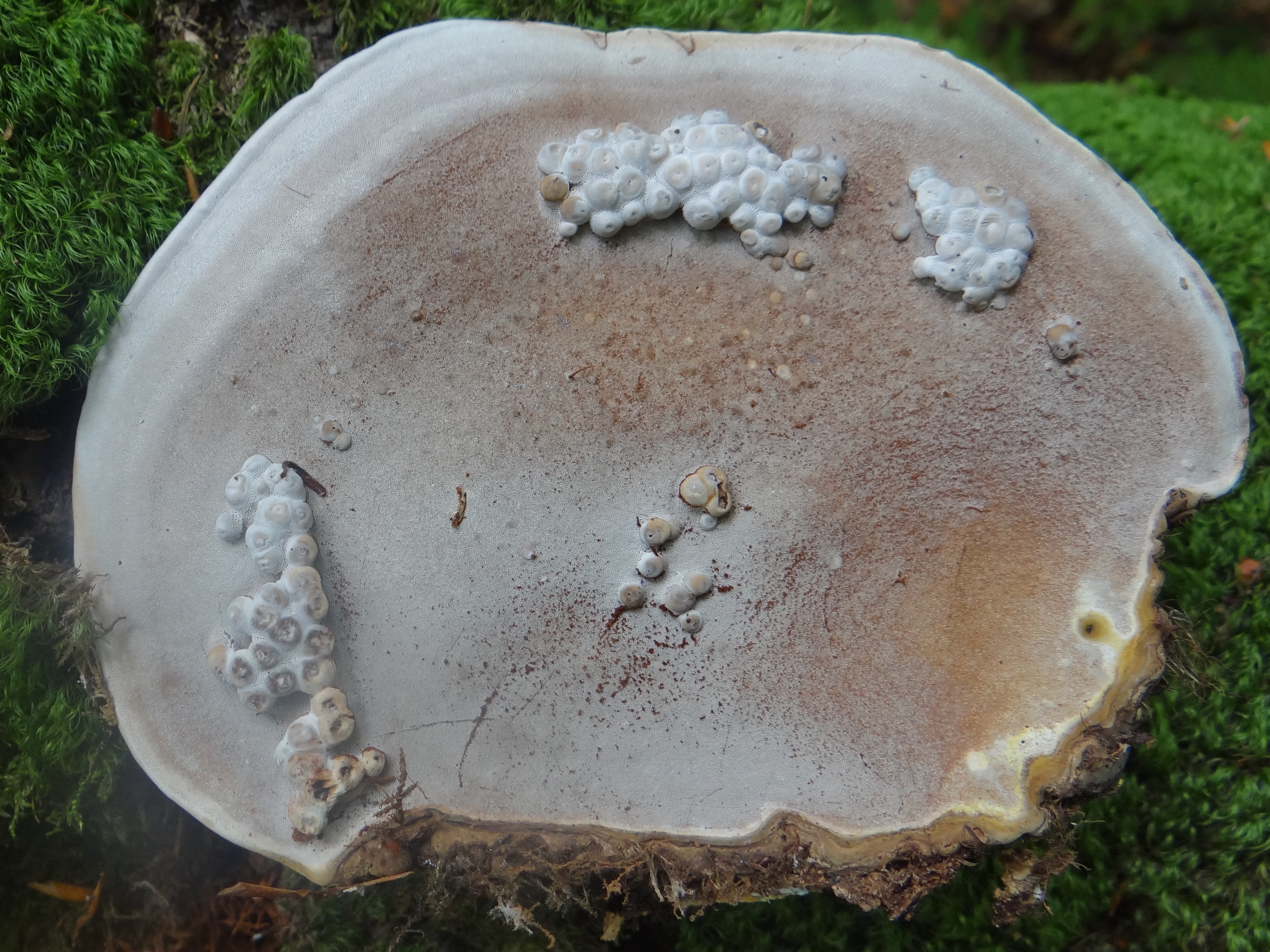
G.applanatum năpădit de Agathomyia wankowiczii
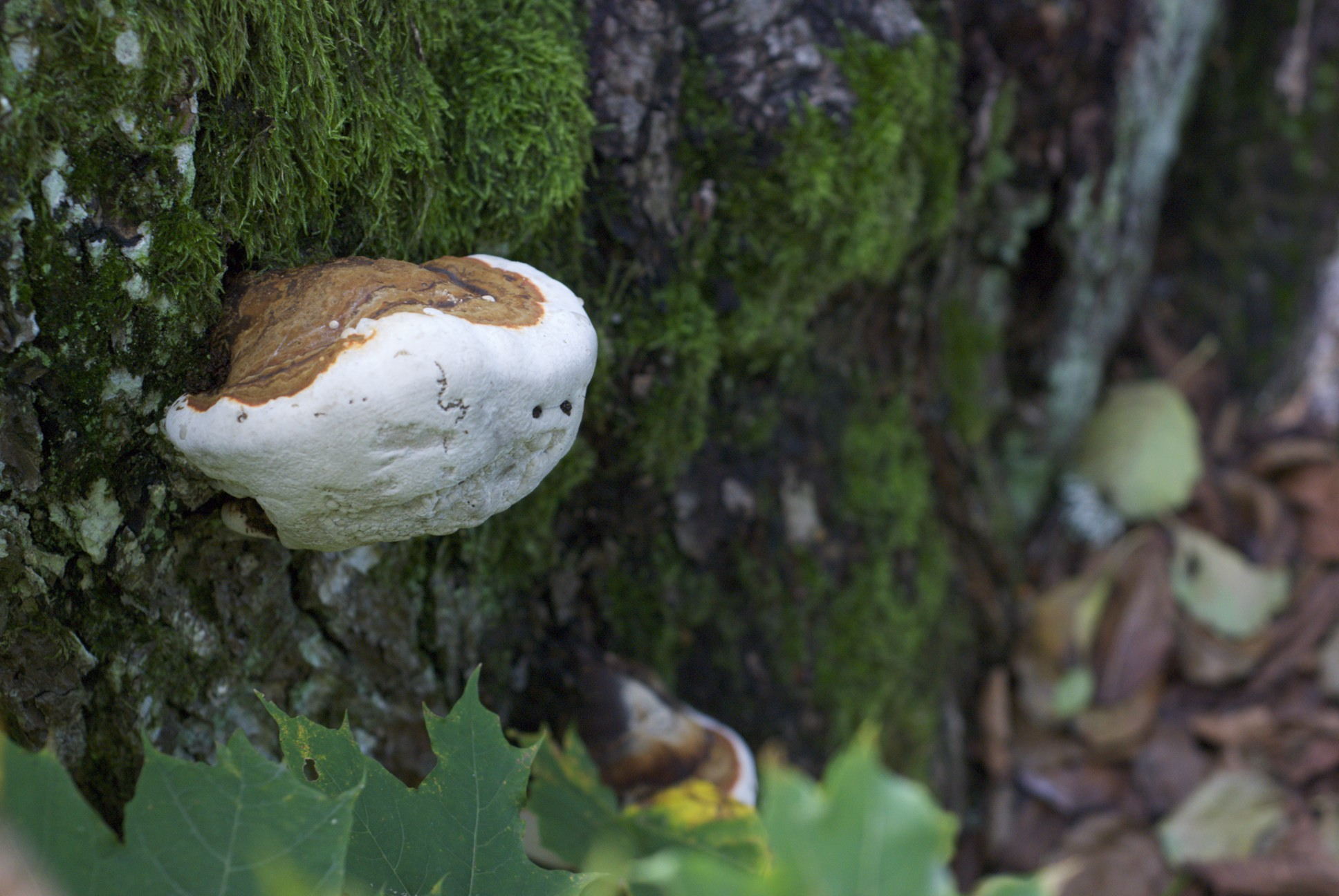
G. applanatum tânăr
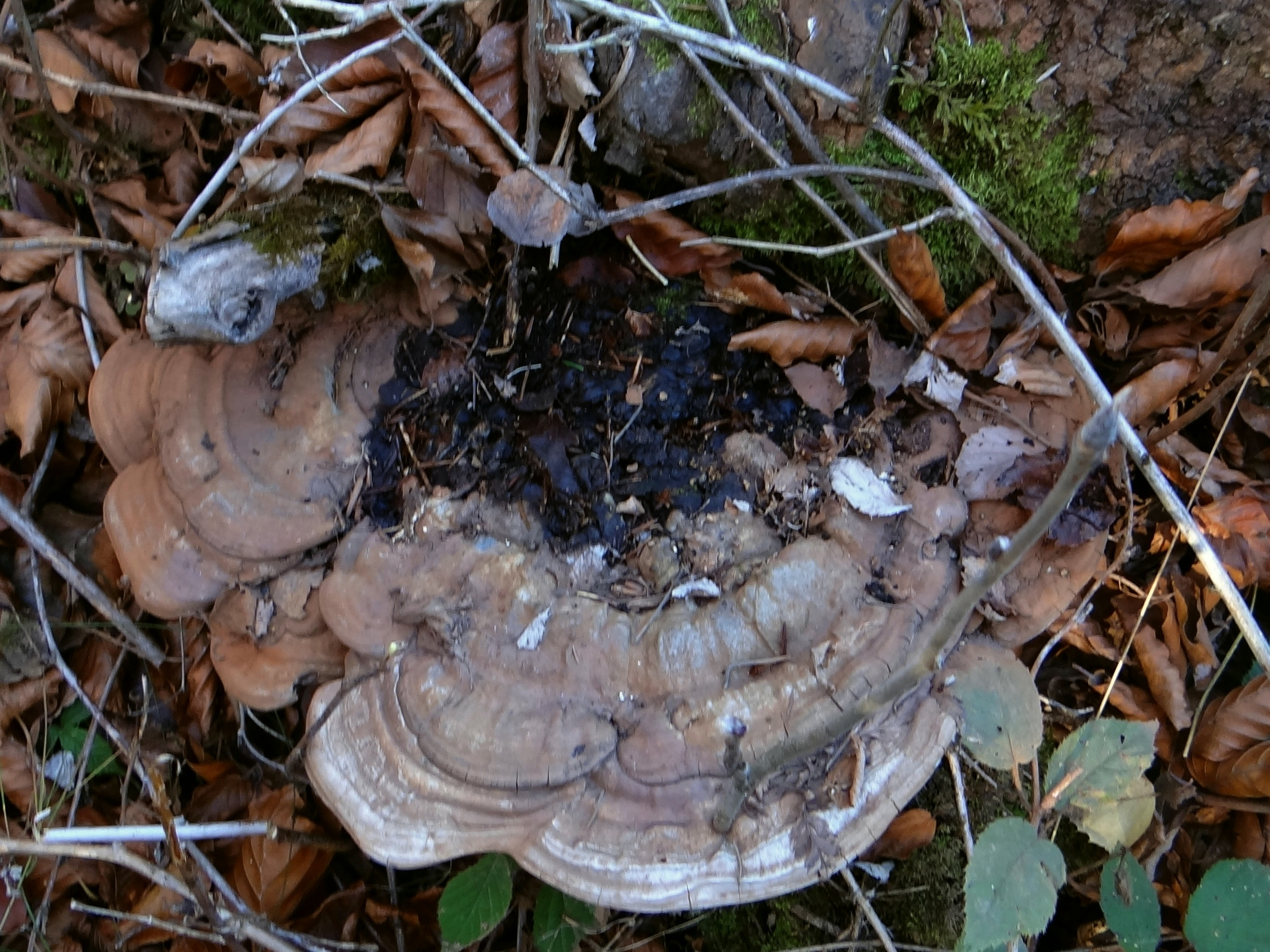
G. applanatum bătrân

## Confuzii
Ganoderma applanatum poate fi confundată cu specii tot necomestibile, unele din ele însă fiind confirmate ciuperci medicinale ca de exemplu Daedaleopsis confragosa, Fomes fomentarius, și Piptoporus betulinus sau cu Ganoderma australe sin. Ganoderma adspersum, Ganoderma carnosum, Ganoderma lucidum, Ganoderma pfeifferi, Ganoderma resinaceum, Laricifomes officinalis sin. Fomes officinalis, Trametes versicolor sau chiar cu comestibila Fistulina hepatica.

## Specii asemănătoare

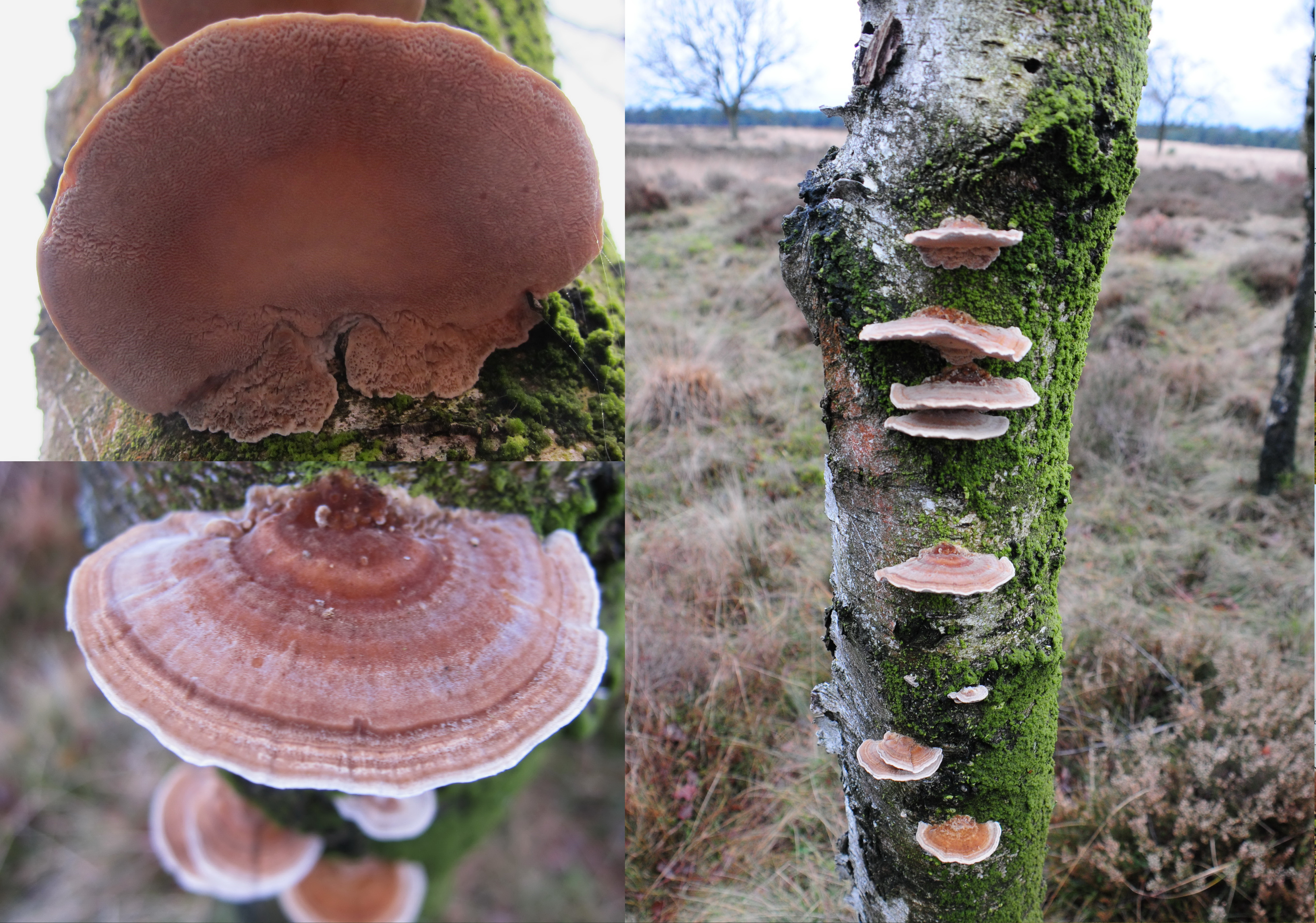
Daedaleopsis confragosa
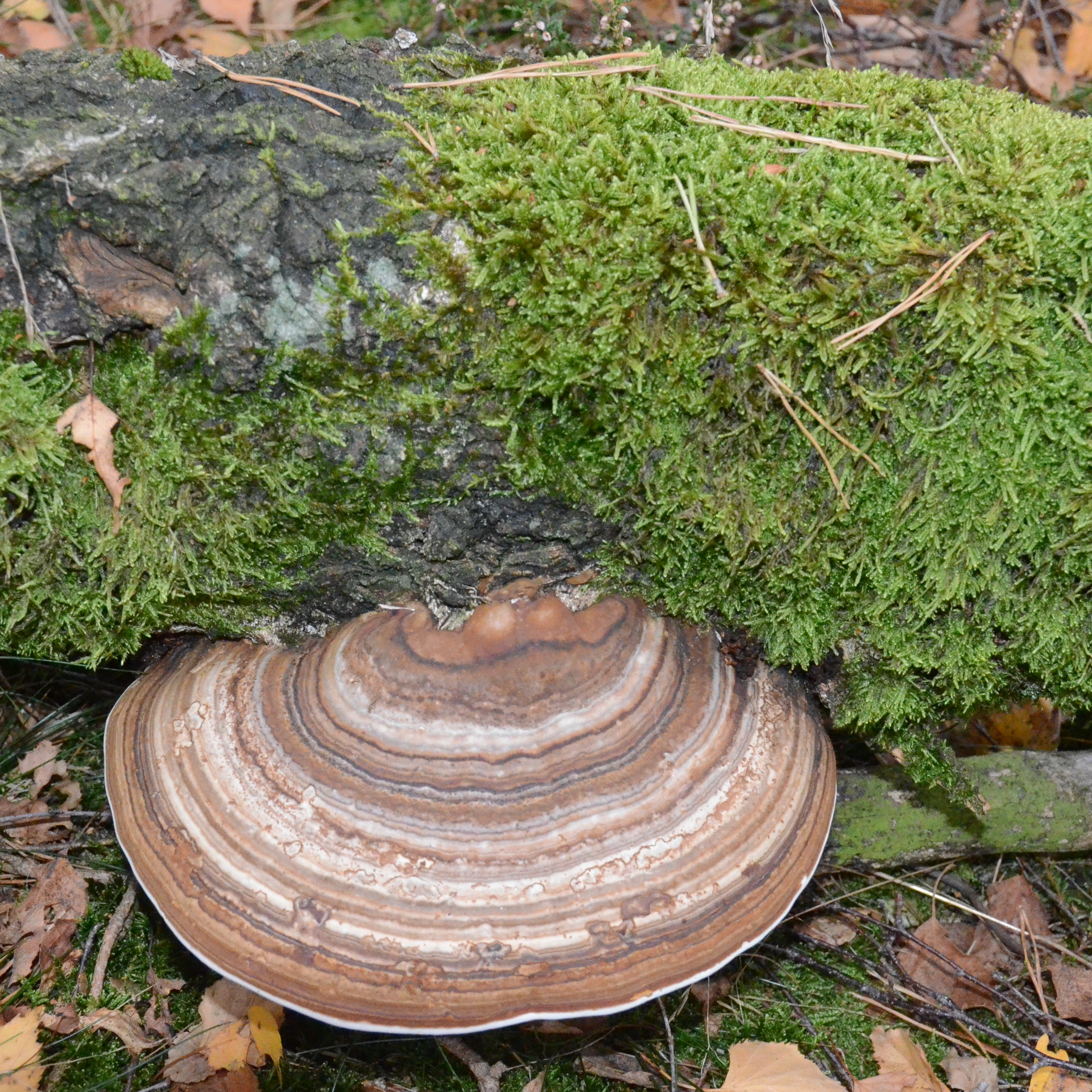
Fomes fomentarius
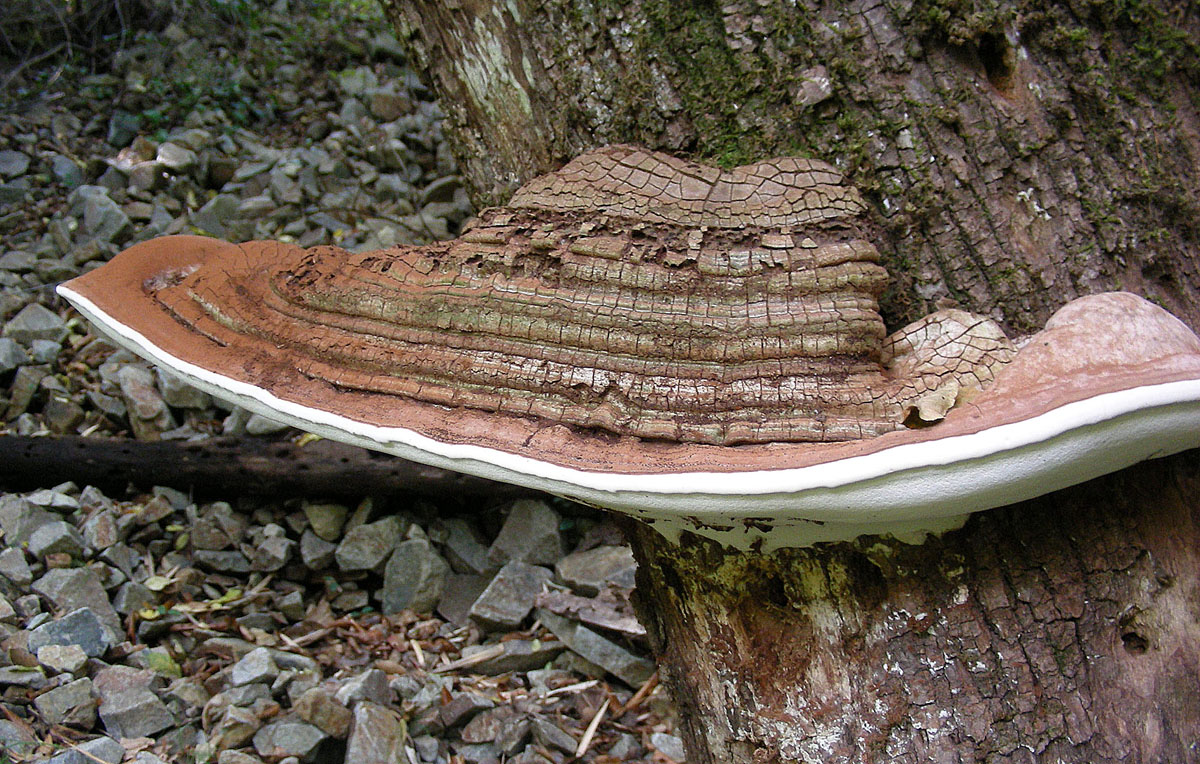
Ganoderma australe sin. Ganoderma adspersum
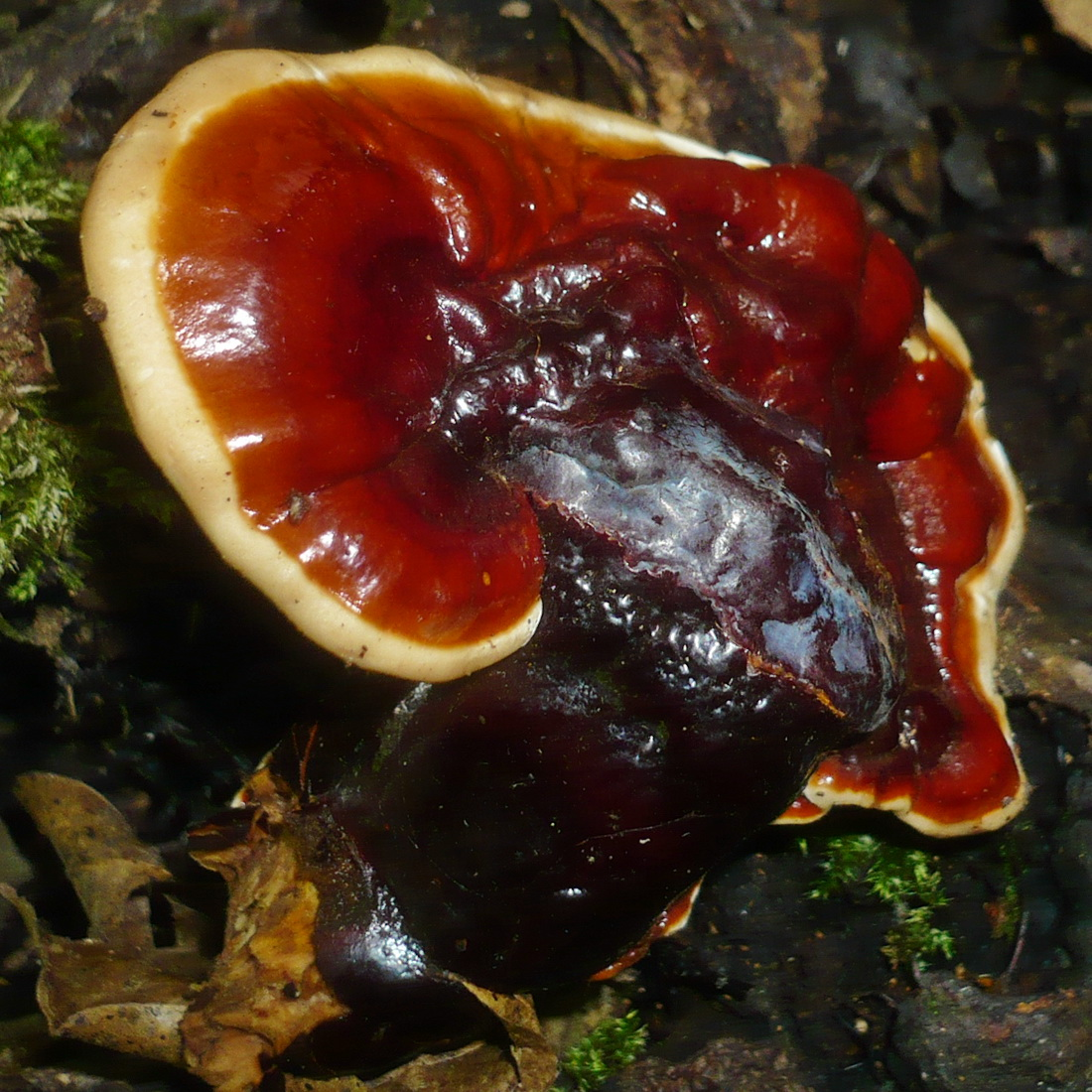
Ganoderma carnosum
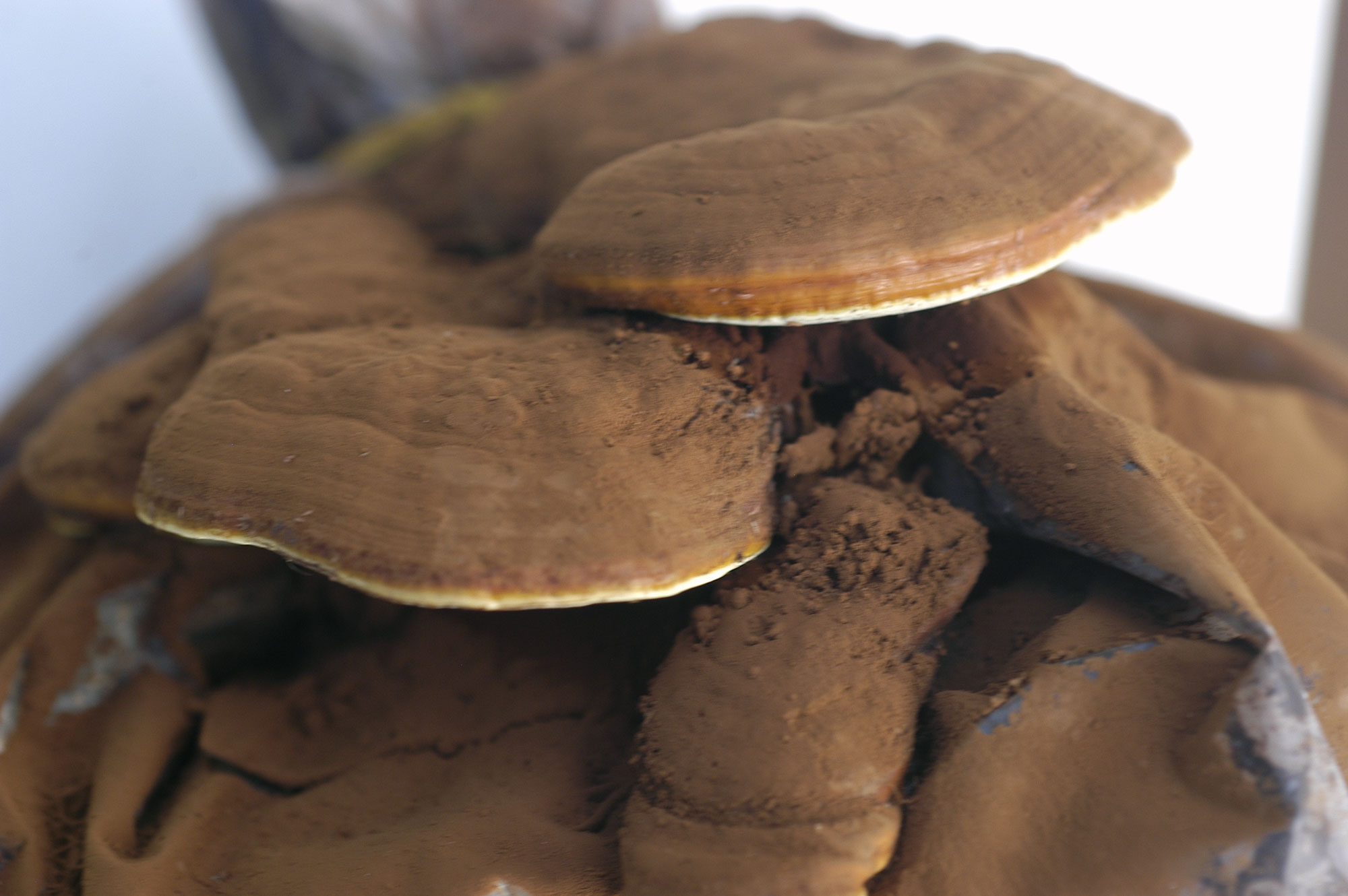
Ganoderma lucidum

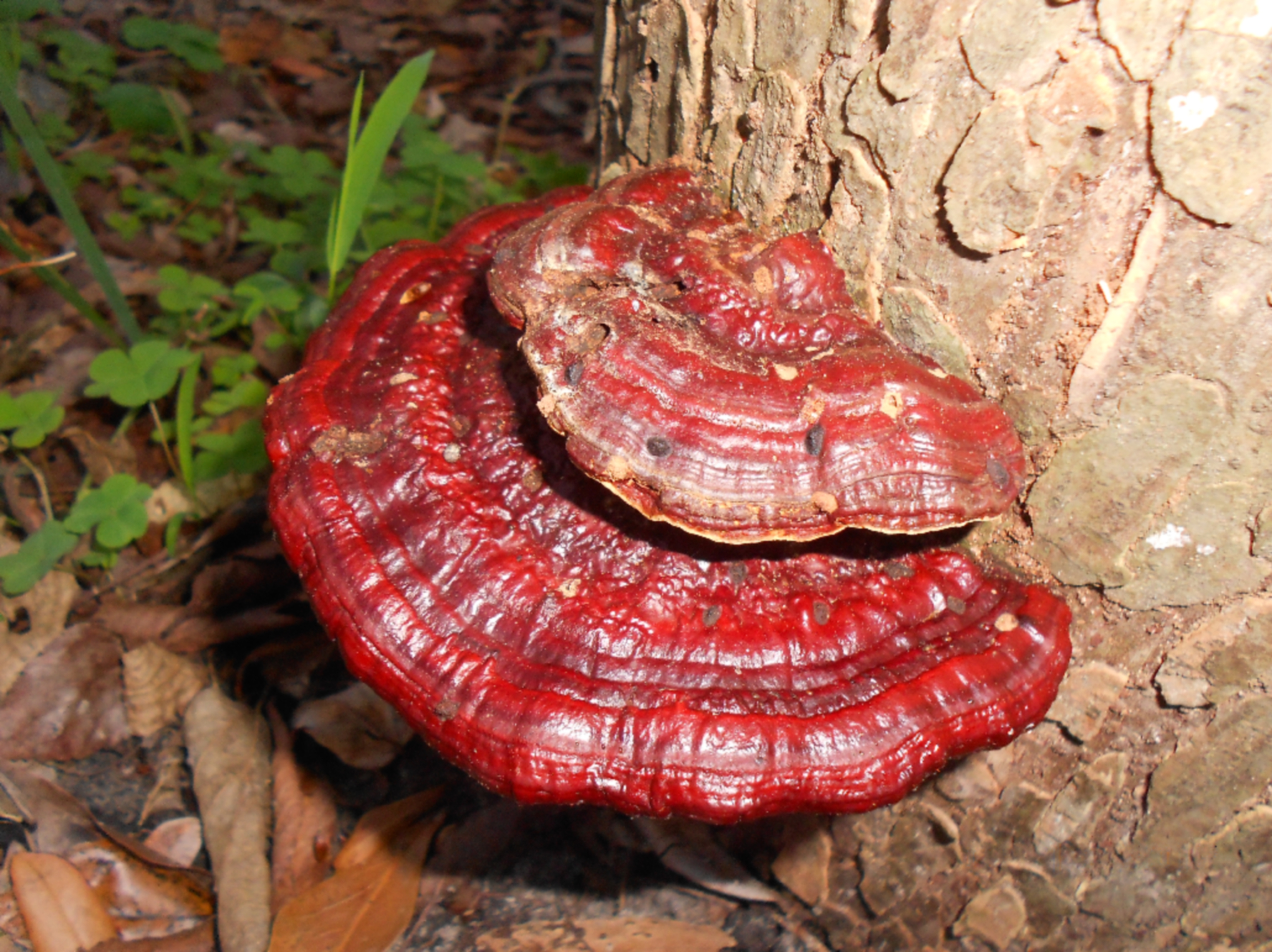
Ganoderma pfeifferi
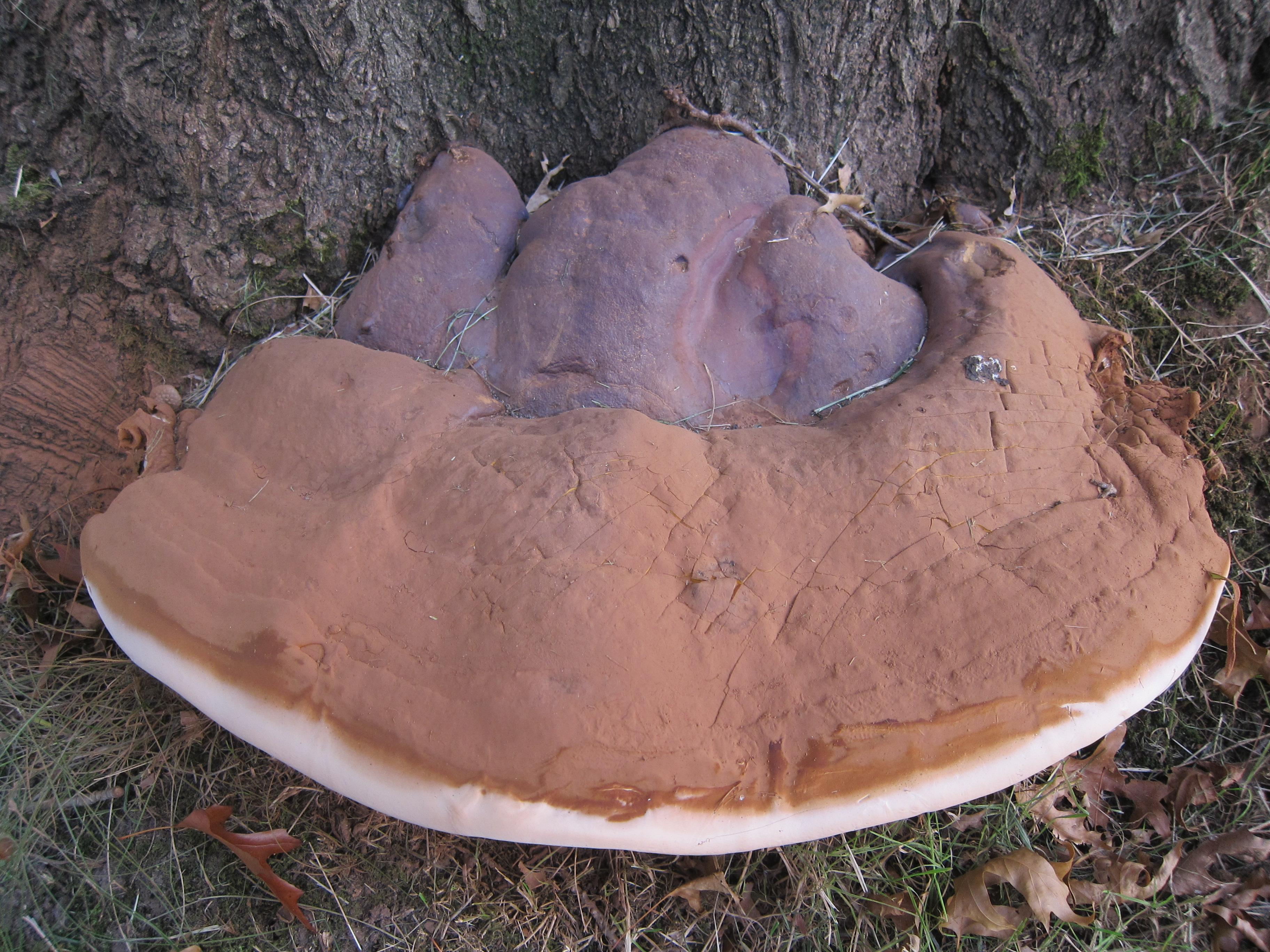
Ganoderma resinaceum
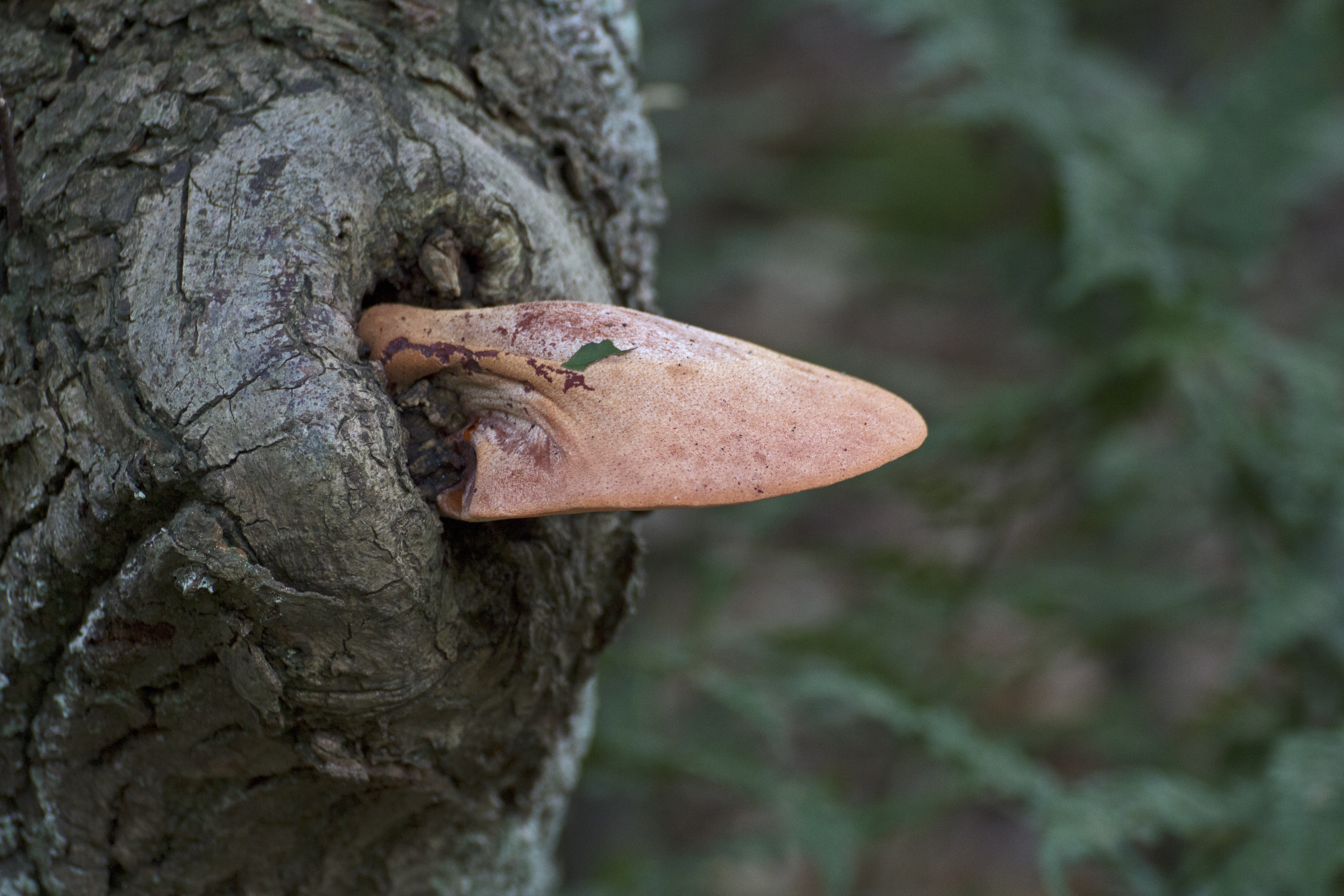
Fistulina hepatica

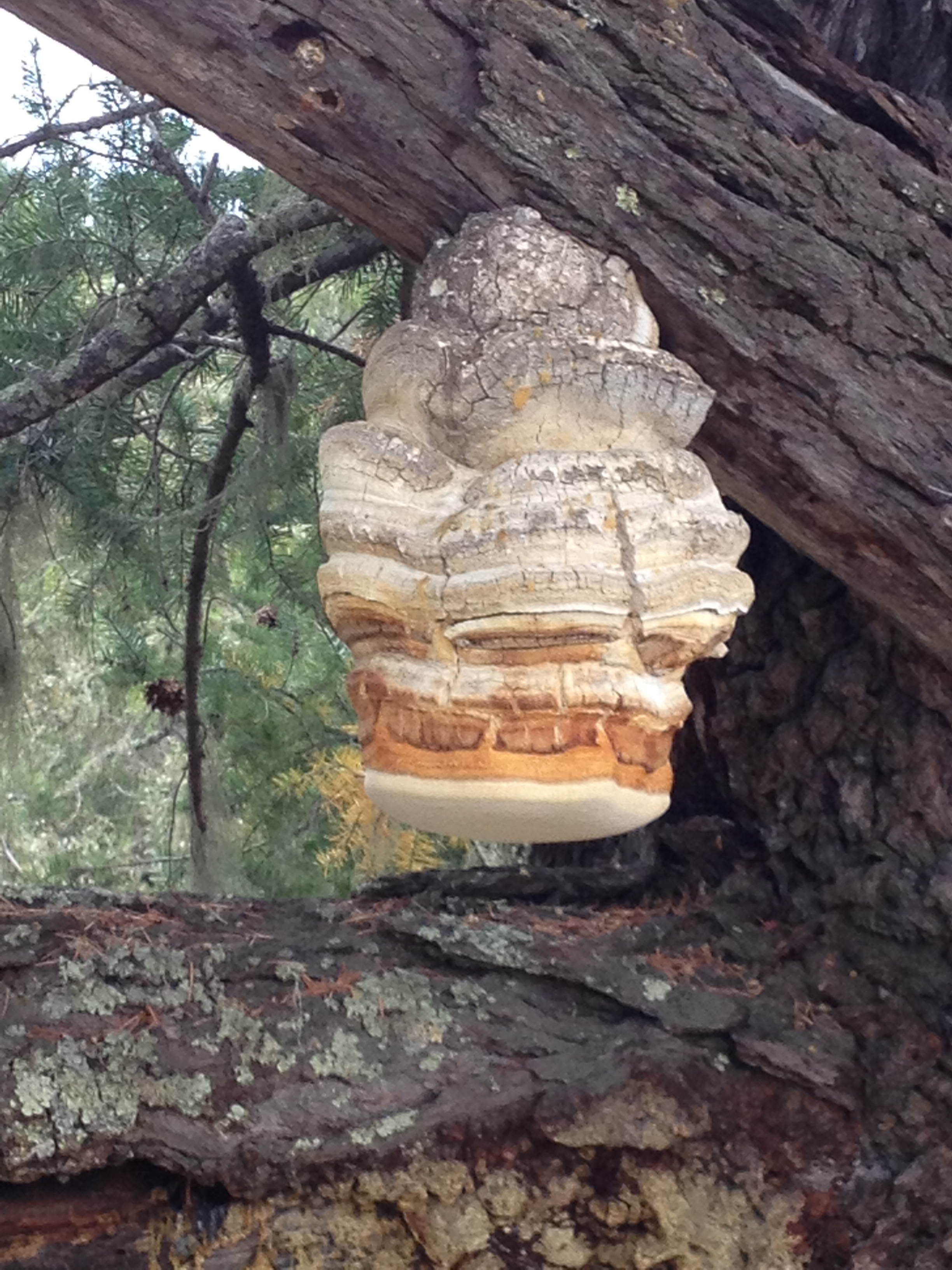
Laricifomes officinalis sin. Fomes officinalis
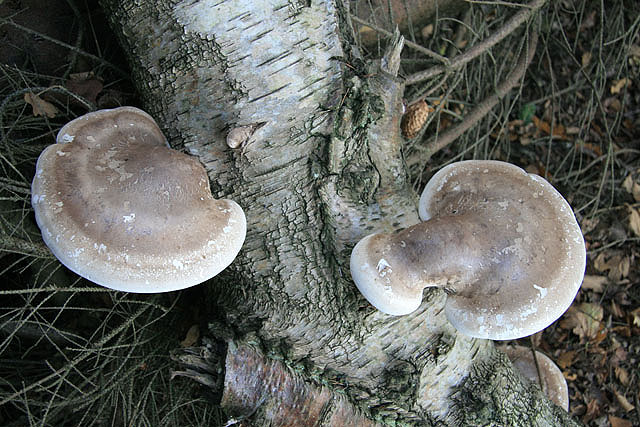
Piptoporus betulinus
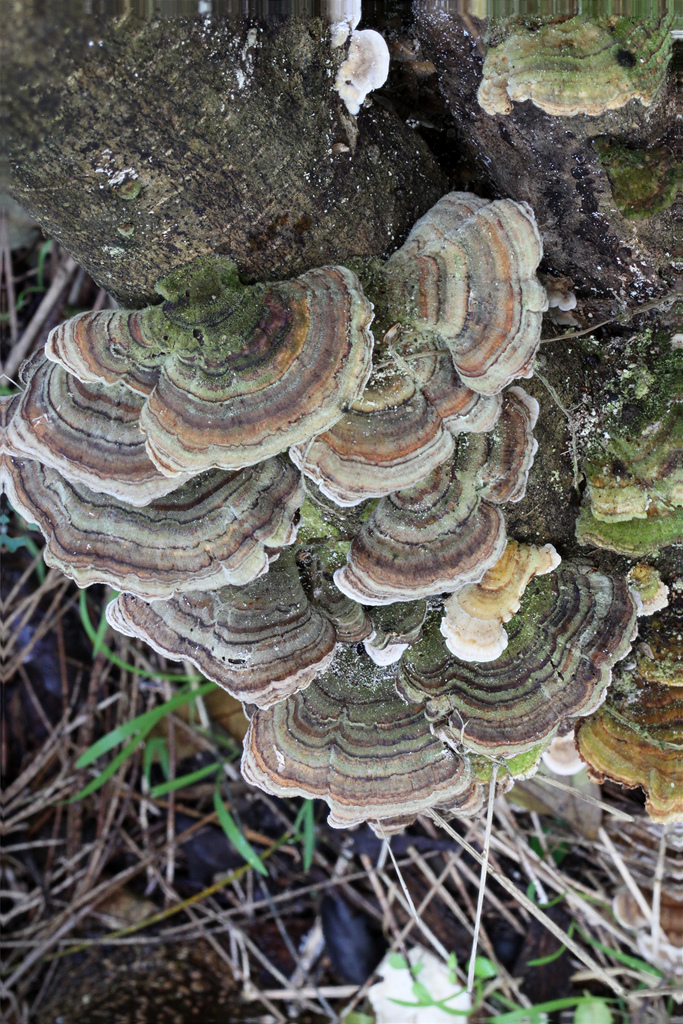
Trametes versicolor

## Valorificare
Din cauza tramei lemnoase, Ganoderma applanatum nu este comestibilă.
În medicina tradițională chineză brățara artistului este folosită ca ciupercă medicinală. Ingredientele active sunt în primul rând triterpenoidele și  acizii ganoderici conținute. Buretele se prescrie pulverizat sau în formă de extract. Se presupune că eficacitatea se realizează doar după o perioadă lungă de ingerare. Gama de aplicații este foarte largă, de la protecția împotriva răcelilor până la efecte anticarcinogene. În Uniunea Europeană, tratamentul nu este recunoscut, pentru că efectul nu se poate dovedi științific.
Datorită colorării permanente al stratul porilor prin atingere sau violare (la exemplare mai tinere), artiștii au descoperit de mult funcția posibilă de pânză de desen, între alții Corey Corcoran care gravează cu multă răbdare peisaje, situații si diverse scenarii pe suprafața moale a materialului natural cu un rezultat adevărat spectaculos. Nu fără motiv babița este denumită în engleză artist's bracket (brățara artistului) sau artist's conk (scoica artistului).